# Fiicele Mariei Ajutorul Creștinilor
| Fiicele Mariei Ajutorul Creștinilor | Fiicele Mariei Ajutorul Creștinilor                      |
| ----------------------------------- | -------------------------------------------------------- |
|                                     |                                                          |
| Blazon                              |                                                          |
| Nume oficial                        | Filiae Mariae Auxiliatricis                              |
| Nume popular                        | Saleziene                                                |
| Fondator                            | Sf. Ioan Bosco și Sf. Maria Domenica Mazzarello, Torino  |
| Data înființării                    | 5 august 1872                                            |
| Apartenența                         | Biserica Catolică                                        |
| Sigla                               | FMA                                                      |
| Statut canonic                      | Congregație religioasă                                   |
| Vestimentație                       | Îmbrăcăminte religioase clasice de cluloare gri sau albe |
| Total membri                        | 14.504                                                   |
| Ramura femenină/masculină           | Salezienii lui Don Bosco                                 |
| Sit oficial                         | http://www.cgfmanet.org                                  |
| Ordine religioase                   |                                                          |

Fiicele Mariei Ajutorul Creștinilor este numele unui ordin religios feminin, întemeiat de Sf. Ioan Bosco și Sf. Maria Domenica Mazzarello în 5 august 1872, ordin care se dedică educației creștine a tinerelor. În prezent ordinul numără cca. 14.504 membre.